# Bisdom Ahiara
Het bisdom Ahiara (Latijn: Dioecesis Ahiarana) is een rooms-katholiek bisdom met als zetel de stad Ahiara in Nigeria. Hoofdkerk is de Mater Ecclesiaekathedraal. Het bisdom is suffragaan aan het aartsbisdom Owerri.

## Geschiedenis
Een eerste katholieke missie in Ahiara werd geopend in 1933 door Ierse missionarissen. Het bisdom werd opgericht op 18 november 1987, uit het bisdom Owerri.
In 2012 werd Peter Okpaleke aangesteld als bisschop, maar niet geïnstalleerd, in verband met verzet bij de lokale priesters en bevolking die geen bisschop uit een concurrerende stam wilden. In 2013 werd John Olorunfemi Onaiyekan, aartsbisschop van Abuja, aangesteld als apostolisch administrator.

## Parochies
In 2020 telde het bisdom 79 parochies. Het bisdom had in 2020 een oppervlakte van 425 km2 en telde 639.542 inwoners waarvan 69,3% rooms-katholiek was.

## Bisschoppen
- Victor Adibe Chikwe (18 november 1987 - 16 september 2010)
- Peter Ebere Okpaleke (7 december 2012 - 19 februari 2018)
  - John Olorunfemi Onaiyekan (administrator: 3 juli 2013 - 19 februari 2018)
  - Lucius Iwejuru Ugorji (administrator: 19 februari 2018 - heden)

Owerri (aartsbisdom) · Aba · Ahiara · Okigwe · Orlu · Umuahia